# Mary Beth Peil
Mary Beth Peil (ur. 25 czerwca 1940 w Davenport, w stanie Iowa, USA) – amerykańska aktorka i śpiewaczka operowa.
Wystąpiła w roli Grams, babci bohaterki Jen Lindley, w serialu młodzieżowym stacji WB Jezioro marzeń (Dawson's Creek). Pojawiła się także w filmie Clinta Eastwooda Sztandar chwały (Flags of Our Fathers).